# Bokermannohyla oxente
A Bokermannohyla oxente a kétéltűek (Amphibia) osztályának békák (Anura) rendjébe és a levelibéka-félék (Hylidae) családjába tartozó faj.

## Előfordulása
A faj Brazília endemikus faja, az ország délkeleti részén fekvő Bahia államban honos. Jobbára folyók, tavak menti fákon él. Éjjeli életmódot folytat. A hímek territoriálisak, területüket hangjukkal védik, melyet egész éven át hallatnak.
Petéiket csomókban, folyók holtágaiban helyezik el. A peték pigmentáltak, méretük 1,4–1,9 mm, az egyes petéket zselés burkolat veszi körül. Különböző fejlettségi stádiumban lévő ebihalaik az év egész szakában láthatók. Az ebihalak nappal és éjjel is aktívak, aktivitásukat a nap legmelegebb időszakában kezdik, és egész éjjel folytatják.